# Restroom Occupied
Restroom Occupied è un singolo del rapper statunitense Yella Beezy, in collaborazione con Chris Brown, estratto come singolo dall'album Baccend Beezy il 19 luglio 2019.
Il brano è stato composto durante il tour di Brown per il suo album Indigo, l’Indigoat Tour.

## Classifiche
| Classifica (2019)         | Posizione massima |
| ------------------------- | ----------------- |
| Stati Uniti               | 87                |
| Stati Uniti (R&B/hip-hop) | 41                |